# Ignacy Dec
Ignacy Dec (ur. 27 lipca 1944 w Hucisku) – polski duchowny rzymskokatolicki, profesor nauk teologicznych, rektor Metropolitalnego Wyższego Seminarium Duchownego we Wrocławiu w latach 1988–1995, rektor Papieskiego Wydziału Teologicznego we Wrocławiu w latach 1992–2004, biskup diecezjalny świdnicki w latach 2004–2020, od 2020 biskup senior diecezji świdnickiej.

## Życiorys

### Młodość i wykształcenie
Urodził się 27 lipca 1944 w Hucisku. Pochodzi z rodziny liczącej ośmioro dzieci, dwie jego siostry wstąpiły do Zgromadzenia Sióstr Franciszkanek Rodziny Maryi (prowincja warszawska). W latach 1958–1962 kształcił się w Liceum Ogólnokształcącym im. Bolesława Chrobrego w Leżajsku, gdzie zdał egzamin dojrzałości.
W latach 1962–1969 studiował w Arcybiskupim Wyższym Seminarium Duchownym i na Papieskim Fakultecie Teologicznym we Wrocławiu. W trakcie studiów, w latach 1963–1965, odbył zasadniczą służbę wojskową w 7 Kołobrzeskim Pułku Piechoty Zmechanizowanej w Lublinie. Święceń prezbiteratu udzielił mu 21 czerwca 1969 w archikatedrze wrocławskiej arcybiskup Bolesław Kominek. W 1971 na Papieskim Fakultecie Teologicznym we Wrocławiu uzyskał magisterium i licencjat z teologii.
W latach 1970–1976 odbył studia specjalistyczne w zakresie filozofii teoretycznej na Wydziale Filozofii Chrześcijańskiej Katolickiego Uniwersytetu Lubelskiego. W 1973 uzyskał magisterium z filozofii chrześcijańskiej, zaś w 1976 doktorat z filozofii na podstawie dysertacji Tomaszowa a Marcelowa teoria człowieka. W latach 1973–1976 odbył również studia specjalistyczne w zakresie teologii fundamentalnej na Wydziale Teologicznym Katolickiego Uniwersytetu Lubelskiego. W 1975 uzyskał magisterium z teologii fundamentalnej na podstawie pracy Komunia „ja” – „ty” w ujęciu Gabriela Marcela.
W latach 1979–1980 przebywał na stypendium naukowym w Instytucie Filozofii Uniwersytetu Katolickiego w Louvain-la-Neuve oraz na Fakultecie Teologicznym w Paderborn. W 1991 na podstawie dorobku naukowego i rozprawy Transcendencja bytu ludzkiego w ujęciu twórców Szkoły Lubelskiej uzyskał na Wydziale Filozofii Katolickiego Uniwersytetu Lubelskiego stopień doktora habilitowanego. W 1999 uzyskał tytuł naukowy profesora nauk teologicznych.

### Prezbiter
Jako neoprezbiter w latach 1969–1970 był wikariuszem w parafii św. Jakuba i św. Krzysztofa we Wrocławiu. Jednocześnie katechizował klasy siódme i ósme w Zakrzowie. Natomiast po powrocie ze studiów na Katolickim Uniwersytecie Lubelskim pracował w latach 1976–1979 jako wikariusz w parafii Świętej Rodziny we Wrocławiu. Był ojcem duchownym kapłanów archidiecezji wrocławskiej. Należał do archidiecezjalnej rady kapłańskiej i kolegium konsultorów. W 1988 otrzymał godność kapelana Jego Świątobliwości (prałata), a w 1999 protonotariusza apostolskiego (infułata). Ponadto w 1992 został kanonikiem gremialnym Wrocławskiej Kapituły Katedralnej.
W latach 1984–1987 był członkiem-sekretarzem VI Przygotowawczej Komisji II Polskiego Synodu Plenarnego. Natomiast w latach 1985–1991 przewodniczył Komisji Kształcenia Teologicznego Synodu Archidiecezji Wrocławskiej. W Episkopacie Polskim w latach 1989–1996 był członkiem Komisji ds. Seminariów Duchownych, a w latach 1995–1996 członkiem Komisji ds. Nauki Katolickiej. Po reorganizacji tejże komisji w 1996 został konsultorem Rady Naukowej.

### Działalność naukowo-dydaktyczna
W 1976 rozpoczął prowadzenie zajęć naukowo-dydaktycznych na Papieskim Fakultecie Teologicznym oraz w Metropolitalnym Wyższym Seminarium Duchownym we Wrocławiu. W 1976 został adiunktem przy Katedrze Antropologii Filozoficznej na Papieskim Fakultecie Teologicznym we Wrocławiu. W 1991 mianowano go docentem, a w 1993 profesorem nadzwyczajnym, zaś w 2001 objął stanowisko profesora zwyczajnego tej uczelni. Został kierownikiem Katedry Antropologii Filozoficznej i Etyki oraz dyrektorem Instytutu Filozofii Chrześcijańskiej. W latach 1992–2004 sprawował urząd rektora Papieskiego Wydziału Teologicznego we Wrocławiu. W Metropolitalnym Wyższym Seminarium Duchownym we Wrocławiu w latach 1982–1984 pracował jako prefekt. Następnie w latach 1984–1988 był jego wicerektorem, a w latach 1988–1995 pełnił funkcję rektora tego seminarium.
W latach 1992–2004 był członkiem Kolegium Rektorów Uczelni Wrocławia i Opola. W 1993 został członkiem Wrocławskiej Rady Nauki. Został także członkiem Wrocławskiego Towarzystwa Teologicznego przy Papieskim Fakultecie Teologicznym we Wrocławiu, a w latach 1992–2004 pełnił obowiązki jego prezesa. W 2001 objął członkostwo we Wrocławskim Towarzystwie Naukowym. W latach 2003–2006 należał do Komitetu Nauk Teologicznych Polskiej Akademii Nauk.
Założył i objął funkcję redaktora naczelnego półrocznika „Wrocławski Przegląd Teologiczny” i rocznika „Biuletyn Papieskiego Fakultetu Teologicznego we Wrocławiu”. W 1993 ustanowił miesięcznik „Vox nostra”, czasopismo alumnów Metropolitalnego Wyższego Seminarium Duchownego, a w 1996 kwartalnik Papieskiego Wydziału Teologicznego we Wrocławiu „Nasz Fakultet”. Należał do kolegium redakcyjnego rocznika „Colloqium Salutis – Wrocławskie Studia Teologiczne”. W latach 1992–2005 był redaktorem serii wydawniczej „Rozprawy naukowe”, wydawanej przez Papieski Wydział Teologiczny we Wrocławiu, oraz serii „Sympozja i sesje naukowe”.
W pracy naukowej zajmuje się filozofią chrześcijańską (tomizm, egzystencjalizm chrześcijański), antropologią filozoficzną i historią filozofii nowożytnej.

### Biskup
24 lutego 2004 papież Jan Paweł II mianował go biskupem diecezjalnym nowo powołanej diecezji świdnickiej. 25 marca 2004 otrzymał święcenia biskupie i odbył ingres do katedry świdnickiej. Głównym konsekratorem był kardynał Henryk Gulbinowicz, arcybiskup metropolita wrocławski, któremu asystowali Tadeusz Rybak, biskup diecezjalny legnicki, i Józef Pazdur, emerytowany biskup pomocniczy wrocławski. Jako dewizę biskupią przyjął słowa „Misericordia et Veritas” (Miłosierdzie i Prawda). Jako pierwszy biskup świdnicki zorganizował struktury instytucji diecezjalnych. W 2004 utworzył kurię biskupią, seminarium duchowne, radę kapłańską, radę duszpasterską, radę konsultorów, diecezjalną Caritas, Akcję Katolicką, Katolickie Stowarzyszenie Młodzieży i Stowarzyszenie Rodzin Katolickich. W 2005 powołał radę ekonomiczną, kapitułę katedralną i dom księży emerytów. W 2008 ustanowił archiwum diecezjalne i muzeum diecezjalne, w 2009 diecezjalne studium życia rodzinnego, w 2013 sąd biskupi w Świdnicy. Utworzył 3 kapituły kolegiackie w Wałbrzychu (2010), Kłodzku (2016) i Strzegomiu (2017). W 2005 przygotował i przeprowadził I Diecezjalny Kongres Eucharystyczny. Przyczynił się do uzyskania tytułu bazyliki mniejszej dla kościoła Nawiedzenia Najświętszej Marii Panny w Bardzie. 31 marca 2020 papież Franciszek przyjął jego rezygnację z obowiązków biskupa diecezjalnego diecezji świdnickiej. Do 23 kwietnia 2020, kiedy to urząd biskupa diecezjalnego kanonicznie objął Marek Mendyk, sprawował funkcję administratora apostolskiego diecezji.
W ramach Konferencji Episkopatu Polski w 2006 został członkiem Rady Naukowej, w latach 2006–2016 zasiadał w Komisji Duchowieństwa, a od 2013 do 2020 był przewodniczącym Rady ds. Apostolstwa Świeckich. W 2008 konsekrował biskupa pomocniczego świdnickiego Adama Bałabucha, ponadto był współkonsekratorem podczas sakr biskupów pomocniczych wrocławskich: Andrzeja Siemieniewskiego (2006) i Macieja Małygi (2022).
Wypowiadał się przeciwko środowisku LGBT, przestrzegał przed edukacją seksualną dzieci w placówkach oświatowych, sprzeciwiał się założeniom Konwencji o zapobieganiu i zwalczaniu przemocy wobec kobiet i przemocy domowej jako uderzającym w instytucję małżeństwa i rodziny.
W 2021 w wytoczonym przeciwko niemu procesie zapadł prawomocny wyrok, w którym sąd uznał, że hierarcha naruszył dobra osobiste podległego mu księdza poprzez użycie stwierdzeń niezgodnych z prawdą w postępowaniu przed watykańską Kongregacją ds. Duchowieństwa.

## Odznaczenia i wyróżnienia
W 2007 za szczególne zasługi dla oświaty i wychowania został wyróżniony Medalem Komisji Edukacji Narodowej.
Nadano mu tytuł honorowego obywatela: Leżajska (2005), Polanicy-Zdroju (2006), Dzierżoniowa (2008), Świdnicy (2009), Wałbrzycha (2009), Barda (2010), Kłodzka (2010), Bystrzycy Kłodzkiej (2013) i gminy Świdnica (2023). Został także wyróżniony tytułem Honorowego Obywatela Dolnego Śląska „Civi Honorario” (2020).
W 2019 otrzymał tytuł doktora honoris causa Papieskiego Wydziału Teologicznego we Wrocławiu. W 2004 za integrację środowiska naukowego we Wrocławiu otrzymał Nagrodę Kolegium Rektorów Uczelni Wrocławia i Opola.
W 2019 otrzymał Krzyż Semper Fidelis nadany przez Region Dolny Śląsk Stowarzyszenia Związku Solidarności Polskich Kombatantów.
W 2013 został przyjęty do konfraterni paulinów, a w 2018 do I zakonu franciszkańskiego.